# Васа Павковић
Васа Павковић (Панчево, 3. фебруар 1953) српски је књижевник, књижевни критичар, лексикограф и књижевни уредник.

## Биографија
Његов отац Бранислав био је столар а мајка домаћица. Основну школу и гимназију завршио је у Панчеву, а након тога, 1972. године уписао Филолошки факултет у Београду, који је и завршио 1976. на групи за српскохрватски језик и југословенске књижевности. Исте године, на катедри за општу лингвистику и јужнословенске језике, уписао је постдипломске студије које је завршио 1979. године одбраном магистарског рада „Речник поезије Милана Ракића”.
Запослио се на Институту за српски језик 1977. Један је од уредника Речника САНУ. Од 2018. је у пензији и ангажован као спољни сарадник.
Његова прва књига песама Калеидоскоп објављена је 1981. године, а за ту књигу добио је и Бранкову награду.
Васа Павковић је објавио дванаест песничких књига, десет збирки прича, три романа, девет књига критика, као и две књиге посвећене стрипу и још много тога. Написао је преко хиљаду критика и мноштво прилога у периодици Србије и Југославије.
Један је од десет оснивача Српског књижевног друштва и један од дванаест писаца који су основали Балкански књижевни гласник. Био је сарадник радио-емисије „Звиждук” око 15 година, а уредник од 1999. године до 2008. Сарадник је и регионалног центра за таленте.
Био је уредник у Народној књизи (Народна књига – Алфа). Уређивао је едиције: „Антологија светске књижевности”, „Алфа”, „Мегахит”, „Зид” и „ПОСТ-” и „Бисери светсаке књижевности”. Био је уредник магазина Квартал (2003–2019) и двонедељних новина Бестселер (2009). Био је уредник часописа Књижевна реч (1984–1989),
Свеске (1989–1996), Књижевност (1989–2003), Књижевни гласник (1998–2003), едиције „Прва књиге Матице српске” (1990–2001).
Књижевне и критичке текстове објављивао је у преко педесет домаћих периодичких издања, између осталих у: Летопису Матице српске, Књижевној речи, Речи, Књижевним новинама, Пољима, Повељи, Градини, Књижевном магазину. Био је стални књижевни критичар Дневника, Политике, Наше Борбе, Демократије, НИН-а, Времена, Данаса.
Павковић је велики познавалац стрипа и угледни деценијски критичар у овој области. Преферира савремени француски стрип и класични амерички, које сматра најквалитетнијим. Такође је велики труд уложио у вредновање српског и југословенског стрипа. У књизи Слатки стрип („Народна књига“ и „Алфа“, Београд, 2001) објавио је своје сабране текстове о страном стрипу, који су излазили у разним новинама више од двадесет година, већином потписани псеудонимом „В. Фумети“. Исти издавачи су објавили и следећу Павковићеву књигу Наш слатки стрип (2003), где су сабрани чланци посвећени српском и југословенском стрипу и ревијама.
Његови текстови су објављивани у неколико земаља – Шведској, Немачкој, Русији, Мађарској, Аустрији, Грчкој, Бугарској итд.
Од 2001. године живео је у Београду, а по пензионисању вратио се у Панчево.

## Награде
- Бранкова награда, за књигу Каледиоскоп, 1982.
- Награда „Милан Ракић”, за књигу Опсесија, 1985.
- Награда „Златни жижак”, Панчево, 1989.
- Октобарска награда града Панчева.
- Награда „Милан Богдановић”, за критички текст о књизи Доктор Крлежа Боре Ћосића, 1990.
- Борбина награда, за књигу Несигурност у тексту, 1994.
- Награда Градске библиотеке Панчево, за књигу приповедака Хипнотисан, 1997.
- Награда „Карољ Сирмаи”, за књигу приповедака Последњи штићеник ноћи, 2001.
- Награда „Рамонда сербика”, 2004.
- Награда „Кочићево перо”, за књигу прича Океан Дунав, за пролеће 2016.[3]
- Звање „Витез од духа и хумора” (Гашин сабор, 2018), додељују Центар за уметност стрипа Београд при Удружењу стрипских уметника Србије и Дечји културни центар Београд[4]

## Дела

#### Књиге поезије
- Калеидоскоп (1981)
- Опсесија (1985)
- Телесна страст (1989)
- Несигурност у тексту (1994, 1996)
- Конверзија (1994)
- Књига о ластавицама (2000)
- Божанске клопке (2001)
- Помало далеко (2005)
- Елегије и баладе из прошлог столећа (2007)
- Ватрена линија (2007; изабране и нове песме)
- У варљивом животу (2012)
- Мајстори певачи ( 2013)
- Нa oдмoришту (2019)

#### Књиге прича
- Монструм и друге фикције (1990)
- Мачије очи (1994)
- Хипнотисан (1996)
- Последњи штићеник ноћи (2001, 2004)
- Мој живот на Марсу (2005
- Црнац у белој кошуљи (2008)
- Дeсeт зaмки (2016)
- Oкeaн Дунaв (2016)
- Ехо Београда (2020)
- Далеки, далеки сусрет (2022)

#### Романи
- Љубавнички декамерон (1999)
- Месец јануар (2003)
- Доктор Батут против надрилекара (2006)

#### Критичке књиге
- Шум Вавилона (1988, с Михајлом Пантићем)
- Све стране света (1991)
- Критички текстови (1997)
- Дух модернизма (2000)
- Поглед на свет (2002)
- Поглед кроз прозу (2006)
- Девет заборављених приповедача (2006)
- Пустoлoвинe с пoeзијом (2015)
- Стaрo злaтo (2018)

#### Студија
- Неочекивани песници: Јудита Шалго, Вујица Решин Туцић, Војислав Деспотов, Петру Крду (2015)

## Галерија
Циклус Словенска и српска фантастика у Универзитетској библиотеци у Београду 2019.
- Васа Павковић, Ото Олтвањи и Д. Ајдачић у разговору о књижевној фантастици 8. маја 2019.
- В. Павковић и О. Олтвањи
- В. Павковић и О. Олтвањи